# Delahaye Type 15
Der Delahaye Type 15 ist ein frühes Fahrzeugmodell. Hersteller war Automobiles Delahaye in Frankreich.

## Beschreibung
Die Fahrzeuge wurden zwischen 1903 und 1905, möglicherweise bis 1907 hergestellt. Vorgänger waren Delahaye Type 6 und Delahaye Type 7.
Nach Ansicht des Delahaye-Clubs war es vermutlich die Kombination des Fahrgestells vom Delahaye Type 11 mit dem Zweizylindermotor vom Delahaye Type 10. Der Ottomotor war in Frankreich mit 12–14 CV eingestuft. Er hat 100 mm Bohrung, 140 mm Hub, 2199 cm³ Hubraum und leistet 14 PS. Allerdings nennt der Club an anderer Stelle einen Vierzylindermotor. Eine andere Quelle gibt an, dass es das Modell sowohl mit dem Zweizylindermotor vom Type 10 als auch mit dem Vierzylindermotor (100 mm Bohrung, 140 Hub, 4398 cm³ Hubraum) vom Type 11 gab. Zu beachten ist, dass nach damaligen Vorschriften in Frankreich bei einer Hubraum- oder Getriebeänderung eine neue Typprüfung notwendig war, woraufhin der Hersteller gewöhnlich eine andere Typennummer wählte. Der Motor ist vorn im Fahrgestell eingebaut und treibt die Hinterachse an.
Der Radstand beträgt 228 cm. Bekannt ist die Karosseriebauform Pullman-Limousine für Pkw.
Es gibt einerseits einen Hinweis auf die Ausführungen Type 15, Type 15 B und 15 D, alle als Lastkraftwagen mit 2 Tonnen Nutzlast, allerdings ist ein Kleinbus abgebildet. Andererseits heißt es, Type 15 B war der Pkw und Type 15 D der Lkw. Der Type 15 D war auch als Omnibus mit mindestens zehn Sitzplätzen erhältlich.
Es ist nicht bekannt, wie viele Fahrzeuge entstanden.